# Национальная ассоциация противопожарной защиты
Национальная ассоциация противопожарной защиты (англ. National Fire Protection Association, NFPA) — американская торгово-промышленная ассоциация при участии некоторых представителей других стран по обеспечению пожарной, электрической безопасности и безопасности строительства. Штаб-квартира находится в городе Куинси, Массачусетс.
NFPA основана в 1896 году. Основной миссией является снижение риска возникновения пожаров и других стихийных бедствий по всему миру путём разработки и поддержки кодов и стандартов, исследований, тренингов и обучения. В общей сложности количество индивидуальных членов NFPA превышает 65000 человек.
Стандарт Национальной Ассоциации Пожарной безопасности NFPA® 11:2010 «Стандарт для пены низкой, средней и высокой кратности» (Глава 7) используется для соблюдения требований российского «Технического регламента о требованиях пожарной безопасности».

## Стандарты
Ассоциация разработала порядка 300 различных стандартов безопасности. Наиболее широко используемые из них:
- NFPA 1, Fire Code — Правила и нормы пожаропредупреждения;
- NFPA 54, National Fuel Gas Code — Национальные правила безопасности при работе с газообразным топливом;
- NFPA 70[англ.], National Electric Code — Стандарт по электробезопасности на рабочем месте;
- NFPA 101, Life Safety Code — Кодекс безопасности;
- NFPA 704, Standard System for the Identification of the Hazards of Materials for Emergency Response — Стандарт по определению степени опасности материалов;
- NFPA 853, Standard for the installation of stationary fuel cell power systems — Стандарт по установлению стационарных топливных элементов;
- NFPA 921, Guide for Fire and Explosion Investigations — Руководство к расследованию дел о пожаре и взрывах.

Акцент, который NFPA делает на достижение общего мнения при разработке кодов и стандартов, помог ассоциации получить аккредитацию Американского национального института стандартов ANSI.